# Abelardo Gonzalez
Abelardo Gonzalez, född 25 november 1940, är professor emeritus i formlära vid Arkitekturskolan i Lund och driver en egen arkitektbyrå. Han utbildade sig till scenograf och arkitekt i Argentina och reste sedan till Europa för att arbeta. År 1977 blev han doktor i arkitektur vid Tekniska Universitet i Warszawa och 1990[källa behövs] blev han professor i formlära vid Lunds universitet. 
På projektlistan finns en bredd som sträcker sig från visionära arkitekturförslag via villor och inredningar till möbler och kostymdesign. Till Sverige kom han 1978 och gjorde då scenografin till Efter oss och Othello. Som scenograf har han för dåvarande Malmö Stadsteater bland annat gjort Nötknäpparen, Måsen, Den grå pantern och Livet med Marilyn. Som arkitekt har han fått en priser som International Design Award 1983 för Tunneln i Malmö och Sweden's Best Interior Design 2004 för Gamers Paradise. Ett av hans främsta verk är Per Gessles villa i Halmstad.